# Joseph Yapo Aké

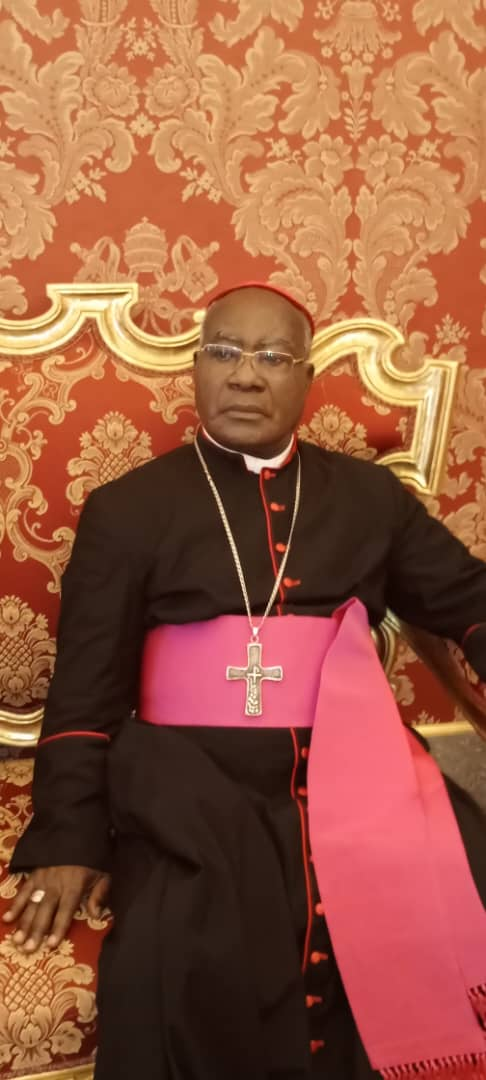
Joseph Yapo Aké, 2023

Joseph Yapo Aké (* 11. April 1951 in Memni) ist ein ivorischer Geistlicher und emeritierter römisch-katholischer Erzbischof von Gagnoa.

## Leben
Joseph Yapo Aké empfing am 9. Juli 1978 die Priesterweihe.
Papst Johannes Paul II. ernannte ihn am 15. Mai 2001 zum Titularbischof von Castellum Tatroportus und zum Weihbischof in Abidjan. Der Erzbischof von Abidjan, Bernard Kardinal Agré, spendete ihm am 2. September desselben Jahres die Bischofsweihe; Mitkonsekratoren waren Auguste Nobou, Erzbischof von Korhogo, und Paul Dacoury-Tabley, Bischof von Grand-Bassam.
Am 21. Juli 2006 wurde er zum Bischof von Yamoussoukro ernannt und am 23. September desselben Jahres in das Amt eingeführt. Papst Benedikt XVI. ernannte ihn am 22. November 2008 zum Erzbischof von Gagnoa.
Am 4. Oktober 2023 nahm Papst Franziskus das vorzeitige Rücktrittsgesuch von Joseph Yapo Aké an.